# Rhampholeon chapmanorum
Espèce
Statut de conservation UICN

 CR B1ab(iii)+2ab(iii) : 
En danger critique
Rhampholeon chapmanorum est une espèce de sauriens de la famille des Chamaeleonidae.

## Répartition
Cette espèce vit au Malawi, où elle se rencontre dans les monts Natundu, et dans la province de Tete (Mozambique).

## Étymologie
Cette espèce est nommée en l'honneur de Jim et Betty Chapman.

## Menaces et protection
En décembre 2014, Rhampholeon chapmanorum n'a pas été observé pendant 16 ans. Son habitat est réduit à une surface de 0,6 km2 et l'espèce a des chances d'être éteinte. Une équipe de chercheurs menée par l'herpétologiste Christopher V. Anderson essaie de lever des fonds pour prospecter localement cette zone afin d'essayer de trouver cette espèce.

## Publication originale
- Tilbury, 1992 : A new dwarf forest chameleon (Sauria: Rhampholeon Gunther 1874) from Malawi, central Africa. Tropical Zoology, vol. 5, p. 1-9.